# 伊斯蘭國控制地區人權
伊斯蘭國控制地區人權，泛指恐怖主義組織伊斯蘭國控制地區下的人權狀況。该等地区在公民自由和特定人群权益问题上都出现了侵犯人权的指控，异教徒、儿童、妇女等民众受到恶劣对待。

## 一般公民权利

### 新聞自由
伊斯蘭國控制地區的新聞工作者必須先效忠該組織才能從事新聞工作，他們在攝影和公開圖片前須經伊斯蘭國同意，經常遭受不同形式的惡劣對待。如果伊斯蘭國控制地區有新聞工作者受雇於反對伊斯蘭國的組織，他們的攝影器材會遭到沒收；如果新聞工作者不遵從伊斯蘭國的指示的話，他們會被拘禁入獄、遭到鞭刑或被殺。一些身處伊斯蘭國控制地區的專業新聞工作者會在網上發佈新聞報導，「拉卡正無聲地被屠宰」便是其中一例。
伊斯蘭國曾多次襲擊新聞工作者，並企圖奪取其控制地區內的傳媒設施。無國界記者指出，伊斯蘭國意圖掌控新聞和資訊，針對不宣傳伊斯蘭國意識形態的新聞從業員；伊斯蘭國被無國界記者形容為「新聞自由在伊拉克和敘利亞遭受的最大威脅」。

### 宗教自由
伊斯蘭國被指在其控制地區內殺害和歧視基督教徒，這些措施包括：禁止基督教徒受雇於公營部門、破壞基督教的建築物和其他文物、要求基督教徒繳納其他民眾不用繳交的特殊稅項、強迫患病或殘疾的基督教徒改信伊斯蘭教，以至驅逐或屠殺控制地區內的基督教徒。大量居於伊斯蘭國控制地區的基督徒逃離家鄉，但他們逃難時可能會被武裝份子截停，財物亦遭到沒收。伊斯蘭國武裝份子曾在利比亞綁架21名信奉基督教的埃及勞工，先迫令其下跪，再把他們斬首。
除了基督徒外，雅茲迪教徒也受伊斯蘭國迫害，迫害手法包括綁架、人口販運、驅逐、酷刑及殺害等。伊斯蘭國亦迫害其控制地區內的什葉派穆斯林；該組織認為，什葉派的穆斯林是叛教者，要使伊斯蘭教純潔，就必須讓他們全部死去。伊斯蘭國有神職人員在佈道時表示，什葉派穆斯林是伊斯蘭教的敵人，又聲言要「在真主的旨意下」，像宰殺羊隻般殺害他們。

### 死刑及酷刑
在伊斯蘭國控制地區下，犯下謀殺、同性戀行為、叛教或褻瀆的人可被處死刑，謀財害命者可被釘十字架處死，已婚通姦者可被處以石刑。伊斯蘭國處決犯人的手法還包括斬首、火刑、溺死犯人、炸死犯人等。伊斯蘭國亦在其控制地區使用酷刑，在當地婚前性行為、誹謗和飲酒者可遭到鞭刑，盜竊和搶劫者可被迫令截肢，在公共場所未配戴標準面紗的婦女可能被潑硫酸毀容。伊斯蘭國拘禁下獄的犯人亦遭到酷刑對待，例如電擊、毆打和鞭刑等。
伊斯蘭國視吸煙為犯罪，曾對吸煙者施以斬首和鞭刑的刑罰；有煙民被發現在伊斯蘭國控制地區內吸煙，因而遭到酷刑對待，手指被武裝份子以鉗子掰斷。

### 食物權
伊斯蘭國控制下的敘利亞在2015年上半年出現小麥短缺問題，當地的農民受武裝衝突、燃料不足、氣候欠佳等問題困擾；農民投訴指，伊斯蘭國沒有支援農民耕作，又沒有像敘利亞政府這樣向他們採購莊稼，令農民要尋找新買家，期間經常遭到中間人欺騙。

### 衛生保健權
伊斯蘭國在其宣傳影片中介紹了類似英國國民保健署、名為「伊斯蘭國保健署」的衛生保健服務，片中有多名身穿醫生服男子接受訪問，又聲稱伊斯蘭國有來自俄羅斯、突尼斯、斯里蘭卡和澳洲的醫生，也有女性醫療人員；該段宣傳影片指，伊斯蘭國控制地區不欠缺醫療設施，但缺乏人手，故請求外國人前來當地。另一方面，伊斯蘭國控制下的伊拉克面臨衛生情況惡化，當地衛生保健服務崩潰，食水受到污染，藥品短缺，疥瘡、利甚曼病等疾病盛行。

## 特定人群的權利

### LGBT權利
伊斯蘭國被指涉嫌迫害同性戀者和變性人，該組織聲稱處決了至少30名涉嫌雞姦者，亦有男同性戀者遭到伊斯蘭國法外處決。伊斯蘭國武裝份子曾把兩名同性戀者從一座大廈的天台拋到地面，他們最終被群眾扔石殺害。敘利亞和伊拉克均有同性戀者逃離家鄉，以防因性取向而遭受迫害。

### 殘疾人人權
伊斯蘭國武裝份子曾虐待和殺害身心障礙者，令一些殘疾人被迫逃走。一名無辜的心理疾病患者在伊斯蘭國控制地區遭到武裝份子的訊問，他因患病而情緒失控，掌摑一名武裝份子；該患者其後被伊斯蘭國武裝份子槍斃，武裝份子阻止民眾拯救他，令他失血致死。

### 婦女權益
一份由伊斯蘭國轄下組織坎莎旅發佈的文件顯示，伊斯蘭國反對男女平等和女性教育，該組織認為婦女只能負責家庭事務，只可在特殊情況下離家，而她們的工作時數亦遭到限制。坎莎旅是伊斯蘭國控制地區的女性武裝組織，負責管制市內的婦女，檢查她們的衣着是否符合規範，以及管理淪為性奴隸的雅茲迪女子；有婦女因公開哺乳、尼卡布太透明等「罪名」而遭坎莎旅成員施以酷刑，武裝份子以帶有尖刺的夹子夹傷她們的乳房，令受刑婦女的乳房完全損毀。
在婚姻方面，伊斯蘭國允許九歲以上的女孩結婚，又認為大部分女性的適婚年齡均在17歲前；有些父親強迫他們的女兒嫁給伊斯蘭國武裝份子，這些被迫婚的婦女有的自殺，有的在被迫出嫁後遭到性暴力。伊斯蘭國涉及強姦、强制引产和買賣女奴等針對女性的暴力，而伊斯蘭國控制地區內亦有雅茲迪女子被充當貨物，可供販賣、購買和餽贈。有武裝份子聲稱，強姦婦女的行為可以令她們變成穆斯林；有武裝份子在強姦時向受害者表示，此舉可以令自己和真主更親近，而伊斯蘭教也允許強姦不信者。

### 兒童權利
伊斯蘭國控制地區下的家長為利益而把他們的孩童送到該組織的訓練營，這些孩童在營內學習《古蘭經》和武術，並被教化成為吉哈德份子。最少120名大部分為雅茲迪教徒的男童遭到伊斯蘭國綁架，被迫進入該組織的訓練營，學習成為吉哈德份子，他們要觀看斬首的影片，再用玩偶練習斬首技術；這些孩童被教導要仇恨他人，他們在營內遭到武裝份子的威脅和虐打。伊斯蘭國的宣傳影片曾出現小童親自殺害敘利亞士兵的情節，更有小童在影片中聲言要把美國總統奧巴馬斬首。
截至2014年9月，有被伊斯蘭國控制的城市沒有興建任何學校和大學，該組織亦要求有意在其控制地區工作的教師必須先接受組織提供的課程。

### 對特定種族的迫害
伊斯蘭國亦被指涉嫌干犯種族清洗罪行，迫害伊拉克北部等地的少數民族，包括土庫曼人、賽伯伊人、沙巴克人等，迫害手法包括綁架和殺害這些族群的平民。